# Parlamentsgruppe Luft- und Raumfahrt
Die Parlamentsgruppe Luft- und Raumfahrt wurde 1984 im Deutschen Bundestag als fraktionsübergreifende Vereinigung gegründet (Parlamentarische Gruppe). 
Die Gruppe ist ein Diskussions- und Meinungsforum für alle Abgeordneten, die sich für die Belange der Luft- und Raumfahrt interessieren und engagieren. Sie bündelt die parlamentarischen Aktivitäten in dieser Technologie; dazu tauscht sie sich mit Vertretern aus Politik, Wirtschaft, Wissenschaft und Forschung aus. Darüber hinaus bestehen Kontakte zu Abgeordneten anderer europäischer Parlamente. 
Vorsitzender der Gruppe ist der Abgeordnete Klaus-Peter Willsch, (CDU/CSU).

## Einzelnachweis
1. ↑  
Petra Pintscher: Logistik in Deutschland. In: Deutscher Bundestag (Hrsg.): Das Parlament. Nr. 15-16, 12. April 2010 (das-parlament.de [abgerufen am 19. Februar 2020]).